# Șușturogi, Bihor
Șușturogi este un sat în comuna Cetariu din județul Bihor, Crișana, România.